# Jarosław Hnizdur
Jarosław Hnizdur (ur. 1 listopada 1941 w Olchowcach) – pułkownik inżynier Wojska Polskiego.

## Życiorys
Urodził się w 1941 w Olchowcach pod Sanokiem jako syn Mikołaja (poniósł śmierć w obozie niemieckim Sachsenhausen) i Pauliny z domu Kocołowska. Uczył się w szkole podstawowej w Olchowcach od 1945 do 1955. W 1959 ukończył Technikum Mechaniczne w Sanoku z tytułem technika mechanika o specjalności obróbka skrawaniem (w jego klasie byli m.in. Stanisław Czekański oraz Andrzej Kruczek, późniejszy dyrektor Sanockiej Fabryki Autobusów „Autosan”).
Wstąpił do Wojska Polskiego i w latach 1959-1962 kształcił się w Oficerskiej Szkole Łączności w Zegrzu uzyskując awans na podporucznika i tytuł technika telekomunikacji. Służył w Sieradzu, następnie był dowódcą plutonu podchorążych w macierzystej OSŁ w Zegrzu, później był przydzielony do 26 Pułku Czołgów Średnich w Sanoku. Od 1967 do 1972 odbył studia na Wydziale Elektroniki Wojskowej Akademii Technicznej w Warszawie uzyskując tytuł magistra inżyniera elektroniki i awans do stopnia kapitana. Był zastępcą dowódcy do spraw technicznych w jednostce łączności w Rzeszowie. W 1981 został zastępcą dyrektora do spraw wojskowych Wojewódzkiego Urzędu Telekomunikacji w Rzeszowie. Od 1982 służył w sztabie 9 Drezdeńskiej Dywizji Zmechanizowanej w Rzeszowie jako starszy oficer koordynacji. Od 1989 był szefem służb technicznych i zastępcą dowódcy 9 Bazy Materiałowo-Technicznej. Następnie został organizatorem i szefem logistyki oraz zastępcą dowódcy w sformowanej w 1993 21 Brygadzie Strzelców Podhalańskich w Rzeszowie. W 1993 podjął zaoczne studia dyplomowe ochrony środowiska na Akademii Rolniczej w Krakowie. Został członkiem Koła Nr 12 im. ,,Podhalańczyk” Związku Żołnierzy Wojska Polskiego w Rzeszowie.

## Odznaczenia
- Krzyż Kawalerski Orderu Odrodzenia Polski (1991)
- Złoty Krzyż Zasługi (1983)
- Złoty Medal „Za zasługi dla obronności kraju”